# Troskliwe Misie: Witamy w Krainie Troskliwości
Troskliwe misie: Witamy w krainie troskliwości (ang. Care Bears: Welcome to Care-a-Lot, 2012–2014) – amerykańskie–kanadyjskie serial animowany wyprodukowany przez American Greetings i Cookie Jar Entertainment. Serial wykonany w technice trójwymiarowej CGI.
Światowa premiera serialu miała miejsce 2 czerwca 2012 roku na antenie The Hub. Ostatni odcinek został wyemitowany 8 grudnia 2012 roku. W Polsce premiera serialu odbyła się 14 lutego 2013 roku na kanale MiniMini+. A od 13 kwietnia 2023 roku na kanale TVP ABC.

## Opis fabuły
Serial opowiada o perypetiach uroczych misiów, które uczą dzieci, jak troszczyć się o innych i otaczających je świat. Każdy miś ma inne usposobienie i specjalne zdolności.

## Wersja polska
Wersja polska: na zlecenie MiniMini+ – Studio SONICA

Reżyseria: Ilona Kuśmierska

Dialogi:
- Dorota Załęska (odc. 1-2, 5-6, 9-10, 13-14),
- Elżbieta Jeżewska (odc. 3-4, 7-8, 11-12, 15-16, 20, 25-26),
- Anna Hausner (odc. 17-19, 21-24)

Tłumaczenie: Hanna Osuch (odc. 3-4, 7-8, 11-12, 15-16, 20, 25-26)

Dźwięk:
- Mateusz Michniewicz (odc. 1-13, 18-19, 22-25),
- Ula Ziarkiewicz (odc. 14-17, 20-21)

Montaż: Gabriela Turant-Wiśniewska

Kierownictwo produkcji: Katarzyna Fijałkowska

Wystąpili:
- Magda Kusa – Miśka
- Katarzyna Pysiak – Zgodna Misia
- Beata Wyrąbkiewicz –
  - Ciekawisia,
  - fioletowa Megamiśka (odc. 21)
- Adam Krylik – Miś Gderek
- Joanna Kudelska – Wesołe Serce
- Janusz Wituch – Czułe Serce
- Przemysław Wyszyński – Słoneczne Serce
- Jarosław Domin – Paskudek

oraz:
- Joanna Pach-Żbikowska – Misia Słodkich Snów
- Magdalena Wasylik –
  - Phoebe (odc. 4),
  - Kaja (odc. 24)
- Magdalena Krylik –
  - Ważkopszczoła (odc. 5),
  - Wdzięczna Misia (odc. 8, 10)
- Martyna Sommer – Penny (odc. 5)
- Maciej Falana – Krzyś (odc. 7)
- Agnieszka Fajlhauer –
  - Sekretna Misia (odc. 8),
  - Pysia (odc. 21)
- Grzegorz Kucias – Miś Śpioszek (odc. 9)
- Kacper Cybiński – Piotrek (odc. 9)
- Justyna Bojczuk –
  - Renia (odc. 13),
  - Hania (odc. 18)
- Jan Kulczycki – Srogi Miś Pirat (odc. 14)
- Aleksandra Kowalicka – Wieśka (odc. 15)
- Zbigniew Konopka – Dobroduszny Miś (odc. 16-17)
- Beniamin Lewandowski – Emil (odc. 17)
- Klaudiusz Kaufmann – Miś Szczęśliwe Serce (odc. 19, 21, 24)
- Agnieszka Mrozińska – Hultaj (odc. 21)
- Kinga Tabor – różowa Megamiśka (odc. 21)
- Beata Łuczak – niebieska Megamiśka (odc. 21)
- Jolanta Wołłejko – Babcia Misia (odc. 22)
- Julia Chatys – Mirka (odc. 24)
- Jakub Jankiewicz – Adaś (odc. 26)
- Mikołaj Klimek
- Marek Bocianiak

i inni
Tekst piosenki: Andrzej Brzeski

Kierownictwo muzyczne: Adam Krylik

Piosenkę tytułową śpiewali: Katarzyna Pysiak, Joanna Pach i Zbigniew Konopka
Lektor: Adam Bauman

## Spis odcinków
| Premiera odcinka | N/o | Polski tytuł                    | Angielski tytuł           |
| ---------------- | --- | ------------------------------- | ------------------------- |
|                  |     |                                 |                           |
| SERIA PIERWSZA   |     |                                 |                           |
|                  |     |                                 |                           |
| 14.02.2013       | 01  | szmaragdowy most vcd            | The Emerald Bridge        |
|                  |     |                                 |                           |
| 14.02.2013       | 02  | Podwieczorek zazdrośnicy        | Jealous Tea               |
|                  |     |                                 |                           |
| 19.02.2013       | 03  | Nocne koszmary                  | Night Bears               |
|                  |     |                                 |                           |
| 20.02.2013       | 04  | Przedstawienie                  | Show of Shyness           |
|                  |     |                                 |                           |
| 21.02.2013       | 05  | Brak współczucia                | Compassion – NOT          |
|                  |     |                                 |                           |
| 22.02.2013       | 06  | Smutno mi bez ciebie            | Sad About You             |
|                  |     |                                 |                           |
| 23.02.2013       | 07  | Kiedy Misia nie ma w domu       | When the Bear’s Away      |
|                  |     |                                 |                           |
| 24.02.2013       | 08  | misowie sledztwo vcd            | Sleuth of Bears           |
|                  |     |                                 |                           |
| 25.02.2013       | 09  | Misie z zasadami vcd            | Over Bearing              |
|                  |     |                                 |                           |
| 26.02.2013       | 10  | Zwycięzca z przypadku           | Shunshine                 |
|                  |     |                                 |                           |
| 27.02.2013       | 11  | Nastrojówka                     | Feeling Flu               |
|                  |     |                                 |                           |
| 28.02.2013       | 12  | Leniwa Zuzka                    | Lazy Susan                |
|                  |     |                                 |                           |
| 01.03.2013       | 13  | Zmyślanie na zawołanie          | Untruths and Consequences |
|                  |     |                                 |                           |
| 06.05.2013       | 14  | Największy skarb                | Bearied Treasure          |
|                  |     |                                 |                           |
| 07.05.2013       | 15  | Podwójny kłopot                 | Share Squared             |
|                  |     |                                 |                           |
| 08.05.2013       | 16  | Świąteczna czkawka              | Holiday Hics              |
|                  |     |                                 |                           |
| 09.05.2013       | 17  | Światła, kamera, akcja          | Holi-Stage                |
|                  |     |                                 |                           |
| 30.05.2013       | 18  | Pieczęć Troskliwego Biwakowicza | Care Campout              |
|                  |     |                                 |                           |
| 31.05.2013       | 19  | Konflikt charakterów            | Cheering You Grump        |
|                  |     |                                 |                           |
| 10.05.2013       | 20  | Samosia                         | Cheeri No                 |
|                  |     |                                 |                           |
| 11.05.2013       | 21  | Zawody dzielnych brzuszków      | Cub Bouts                 |
|                  |     |                                 |                           |
| 12.05.2013       | 22  | Niezwykły melon                 | In a Flash                |
|                  |     |                                 |                           |
| 03.06.2013       | 23  | Lekcja odpowiedzialności        | Beaconing for Attention   |
|                  |     |                                 |                           |
| 04.06.2013       | 24  | Nie dręcz mnie                  | Bully Exposed             |
|                  |     |                                 |                           |
| 01.07.2013       | 25  | Witamy w Krainie Gderliwości    | Welcome to Grump-a-Lot    |
|                  |     |                                 |                           |
| 05.06.2013       | 26  | Z Gderkiem zabawa jest lepsza   | More Fun With Grumpy      |
|                  |     |                                 |                           |